# Colfosco (Susegana)
Colfósco (Colfósc in veneto) è una frazione del comune di Susegana, in provincia di Treviso.

## Geografia fisica

### Territorio
Il paese sorge lungo la riva sinistra del Piave, di fronte a Nervesa della Battaglia, e ai piedi dei primi rilievi collinari che caratterizzano l'alto Trevigiano (colle Puliero, colle della Tombola). Altro corso d'acqua degno di nota è il Piavesella, canale artificiale che si origina poco prima dal Piave e sfocia nel Monticano dopo aver raggiunto Lutrano di Fontanelle.
Nonostante l'espansione urbana, il paese conserva ancora una fisionomia poco compatta, articolandosi in alcuni nuclei (borgo Battistella, Grave, Mercatelli, Navarre) e case sparse. La stessa parrocchiale è discostata dal centro, in località Canareggio.

## Storia
Il toponimo sarebbe riferito alle fitte nebbie che si alzavano dal Piave, le quali, secondo la leggenda, avrebbero più volte nascosto la località alle invasioni.
Durante il medioevo, sul soprastante colle della Tombola sorgeva il castello dell'omonima famiglia, dalla quale proveniva Sofia di Colfosco. In seguito divenne parte del feudo di San Salvatore dei Collalto.

## Monumenti e luoghi d'interesse
La chiesa parrocchiale, che sorge a nord del centro sulle prime propaggini collinari, è intitolata San Daniele profeta. Ha una storia relativamente recente: realizzata tra il 1846 e il 1856 e consacrata nel 1874, fu distrutta completamente durante la Grande Guerra; venne riedificata tra il 1921 e il 1924 su progetto di Domenico Rupolo. Il campanile è del 1946. Nel suo cortile, a dominare il centro, la statua del Cristo dell'Isonzo, a memoria dei caduti di tutte le guerre.
La vecchia parrocchiale era però l'oratorio di Santa Maria della Guardia sul colle della Tombola, dove sorgeva il castello. In origine cappella della pieve di Susegana, divenne poi curazia e infine parrocchia, secondo alcuni nel 1642, per altri attorno alla metà del XVI secolo. Fu sostituita dall'attuale per la posizione periferica e scomoda.

## Economia
Settore legato a Colfosco e alla sua posizione geografica è quello dell'estrazione di ghiaia dal fiume Piave, campo al quale sono legate molte delle aziende della frazione. È inoltre territorio di produzione del prosecco di Conegliano-Valdobbiadene.

## Mobilità e trasporti
Nel 1913 il paese divenne sede di una fermata della tranvia Susegana-Pieve di Soligo, concessa alla Società Veneta e soppressa formalmente nel 1931. Gravemente danneggiata durante la prima guerra mondiale, la stessa venne provvisoriamente trasformata in ferrovia militare e prolungata fino a Revine Lago.